# Брюс Буено де Мескіта
Брюс Буено де Мескіта (/məˈskiːtə/; нар. 24 листопада 1946 р.) — політолог, професор Нью-Йоркського університету та старший науковий співробітник Гуверівського інституту Стенфордського університету.

## Життєпис
Буено де Мескіта закінчив середню школу Стайвесант у 1963 році (разом з Річардом Акселем та Олександром Розенбергом), отримав ступінь бакалавра в Квінз-коледжі, Нью-Йорк, у 1967 році, а потім ступінь магістра та доктора філософії в Мічиганському університеті. Він спеціалізується на міжнародних відносинах, зовнішній політиці та державотворчості. Він є одним із засновників теорії селекторату, а також був директором Центру політичної економії імені Олександра Гамільтона Нью-Йоркського університету з 2006 по 2016 рік. 
Він був партнером-засновником Mesquita & Roundell , поки ця компанія не об'єдналася з його іншою компанією Selectors, LLC, яка використовувала модель селекторату для аналізу політики на макрорівні. Зараз компанія називається Selectors, LLC і використовує як модель прогнозування, так і селекторний підхід у консалтингу.
Буено де Мескіта обговорюється у статті журналу New York Times Magazine від 16 серпня 2009 року під назвою «Чи може теорія ігор передбачити, коли Іран отримає бомбу?» . У грудні 2008 року він також був героєм двогодинного спеціального випуску History Channel під назвою «Наступний Нострадамус» і був представлений у серіалі Netflix 2021 року «Як стати тираном».
Він є автором багатьох книг, зокрема «Довідника диктатора», написаного у співавторстві з Алістером Смітом, та книги «Винахід влади» (січень 2022 року).

## Робота в галузі прогнозування
На початку 2000-х років Буено де Мескіта був відомий своєю розробкою моделі очікуваної корисності (EUM), операціоналізованого застосування гіпотези очікуваної корисності з математичної економіки. Модель успішно прогнозувала результат багатьох політичних подій в одновимірному політичному просторі.Його EUM використовувала теорему Дункана Блека про медіанну позицію виборця для обчислення медіанної позиції виборця в грі переговорів з N гравцями та розв'язала задачу для медіанної позиції виборця як результат кількох раундів переговорів, використовуючи інші спеціальні компоненти в процесі.
Перша реалізація EUM була використана для успішного прогнозування наступника прем'єр-міністра Індії Й. Б. Чавана після розпаду його уряду (це також був перший відомий випадок тестування моделі). Модель Буено де Мескіти не тільки правильно передбачила, що Чаран Сінгх стане прем'єр-міністром (прогноз, який на той час передбачали мало хто з експертів в індійській політиці), але й те, що Й. Б. Чаван буде в кабінеті Сінгха, що Індіра Ганді ненадовго підтримає уряд Чавана, і що уряд незабаром розпадеться (усі події, які відбулися). З раннього успіху своєї моделі Буено де Мескіта розпочав довгу та безперервну кар'єру консультанта, використовуючи вдосконалені реалізації своєї моделі прогнозування. Розсекречена оцінка Центрального розвідувального управління оцінила його модель як 90-відсотково точну.
Приблизно з 2005 року Буено де Мескіта розробив покращену модель, тепер відому як Гра Прогнозиста або PG, яка прогнозує у багатовимірному просторі, використовує теорему Скофілда про середнього виборця та розв'язує задачу для ідеальної баєсівської рівноваги в грі переговорів N гравців, яка включає можливість примусу, по суті, значно узагальнену версію гри двох гравців у «Війні та розумі». Ця модель прогнозує значно точніше та значно краще визначає можливості, які мають гравці для покращення результату, використовуючи невизначеності. Модель задокументована в книзі «Нова модель прогнозування політичного вибору: попередні тести» та обговорюється та застосовується до прикладів у книзі «Гра Прогнозиста».
Модель прогнозування Буено де Мескіти зробила значний внесок у вивчення політичних подій за допомогою методів прогнозування, особливо завдяки його численним статтям, які документують елементи його моделей та прогнозів. Буено де Мескіта опублікував десятки прогнозів в академічних журналах. Повністю його моделі ніколи не були оприлюднені широкому загалу.